# Mahikeng
Mahikeng (původně Mafeking a Mafikeng) je hlavní město Severozápadní provincie Jižní Afriky (JAR).
Nachází se v blízkosti jihoafrických hranic s Botswanou, 1 400 km severovýchodně od Kapského Města a 260 km západně od Johannesburgu. V roce 2001 zde žilo 49 300 obyvatel, ale v roce 2007 zde žilo 250 000 obyvatel. V únoru 2010, ministryně umění a kultury Lulama Xingwanová, schválila změnu názvu města z Mafikeng na Mahikeng. Ve městě se nachází např. Severozápadní univerzita, vlakové nádraží, stadion a letiště.

## Historie

### Založení města
Město bylo založeno Molema Tawanou r. 1852.

### Bitva u Mafekingu
Ke konci Druhé búrské války byl Mafeking v roce 1899 obležen a Britové v obležení setrvali celých 217 dní. Obranu měl na starosti sir Robert Baden-Powell a úspěšná obrana z něj udělala národního hrdinu. Velkou zásluhu na udržení města mělo zapojení chlapců jakožto zvědů (angl. scouts) a „rychlých spojek“. Po návratu zpět do Británie Powell založil skautské hnutí, které se brzy rozšířilo po celém světě.